# Acacia etbaica
Acacia etbaica es una especie de árbol de la familia de las fabáceas. Se encuentra en África.

## Descripción
Es un árbol que alcanza un tamaño de 2-12 m de altura, de tronco y corona a distintos planos o redondeados, la corteza rugosa, negruzca, sin escamas; con estípulas espinescentes.

## Distribución y hábitat
Se encuentra en las praderas arboladas, sabanas de hierba corta, entre arbustos de hojas caducas secos, formando densos matorrales en las tierras pastoreadas, en matorrales secos de árboles y matorrales semi-desérticos y pastizales, en ocasiones sub-dominante (Kenia), hasta una altitud de 2000 m . Se encuentra en Egipto, Yibuti, Eritrea, Etiopía, Somalia, Sudán, Kenia, Tanzania, Uganda y Arabia tropical.

## Usos
Proporciona los pilares y las vigas para sostener techos pesados (Norte de Etiopía).

## Taxonomía
Acacia etbaica fue descrita por Georg August Schweinfurth y publicado en Linnaea 35: 330, pl. 7–8, en el año 1867.
Etimología
Ver: Acacia: Etimología